# 天鷹座25
天鷹座25，又名BD+01 4517，HD 206067、SAO 126965、HR 8277，是天鷹座的一颗恒星，视星等为5.1，位于銀經57.54，銀緯-35.28，其B1900.0坐标为赤經21h 34m 28.8s，赤緯+1° -35.28′ 38″。